# 나가사와 나오 (배우)
나가사와 나오(長澤 奈央, Nagasawa Nao 1984년 1월 15일 ~ )는 일본의 여자 그라비아 아이돌 모델, 가수, 배우이다. 2001년 나가사키 부라부라부시(長崎ぶらぶら節로 데뷔했다.

## 출연작
- 특명계장 타다노 히토시 파이널(特命係長 只野仁 ファイナル)
- 인풍전대 허리켄쟈(忍風戰隊ハリケンジャ-)
- 해적전대 고카이쟈(海賊戦隊ゴーカイジャー) 25. 26화
- 전국 바사라 -MOONLIGHT PARTY-(戦国BASARA -MOONLIGHT PARTY-)
- G.T.O
- 대마신 카논(大魔神カノン)
- 제왕(帝王)
- 헤븐스 스토리(ヘヴンズ ストーリー, Heaven's Story)
- 호텔 첼시(Hotel Chelsea)
- 춘금초(春琴抄, Shunkinsho)
- 게이샤 어쌔신(芸者vs忍者, Geisha Assassin)
- 푸시 스프(猫ラーメン大将, Pussy Soup)
- 소림노녀(少林老女, Shaolin Baba)
- 슈퍼 커브(スーパーカブ, Super Cub)
- 치한남(痴漢男)

## 곡
- Pump Up! - 다이버젠스 이브 ED
- ×○×○×○(キスキスキス) - 미사키 크로니클 OP
- SORA - 미사키 크로니클 ED